# Ari Suhonen
Ari Suhonen (Finlandia, 19 de diciembre de 1965) es un atleta finlandés retirado especializado en la prueba de 1500 m, en la que consiguió ser campeón europeo en pista cubierta en 1988.

## Carrera deportiva
En el Campeonato Europeo de Atletismo en Pista Cubierta de 1988 ganó la medalla de oro en los 1500 metros, con un tiempo de 3:45.72 segundos, por delante del sueco Ronny Olsson  y del alemán Rüdiger Horn.